# 微塵流
微塵流（みじんりゅう）は、剣術を中心とする武術の流派。一羽流を学んだ根岸兎角を流祖とすると伝えられる。
江戸時代中期には土岐氏藩政期の沼田藩で広まっており、微塵流を学んだ同藩出身の櫛淵宣根が神道一心流を開いた。
佐渡島に近年まで伝承者が存在した。